# Карачкіна Людмила Георгіївна
Людмила Георгіївна Карачкіна (3 вересня 1948, Ростов-на-Дону) — радянська та українська астрономка, яка працювала в Кримській астрофізичній обсерваторії та відкрила понад 130 астероїдів. У рейтингу першовідкривачів малих планет станом на липень 2014 року посідала 89-е місце.

## Біографія
У 1971 році закінчила Ростовський державний університет за спеціальністю «фізика та астрофізика» та вступила до аспірантури Кримської астрофізичної обсерваторії у відділ фізики Сонця. Після закінчення аспірантури її взяли до групи Інституту теоретичної астрономії (з 1998 включений до складу Інституту прикладної астрономії), що на постійній основі працювала в Кримській астрофізичній обсерваторії.

## Наукова робота

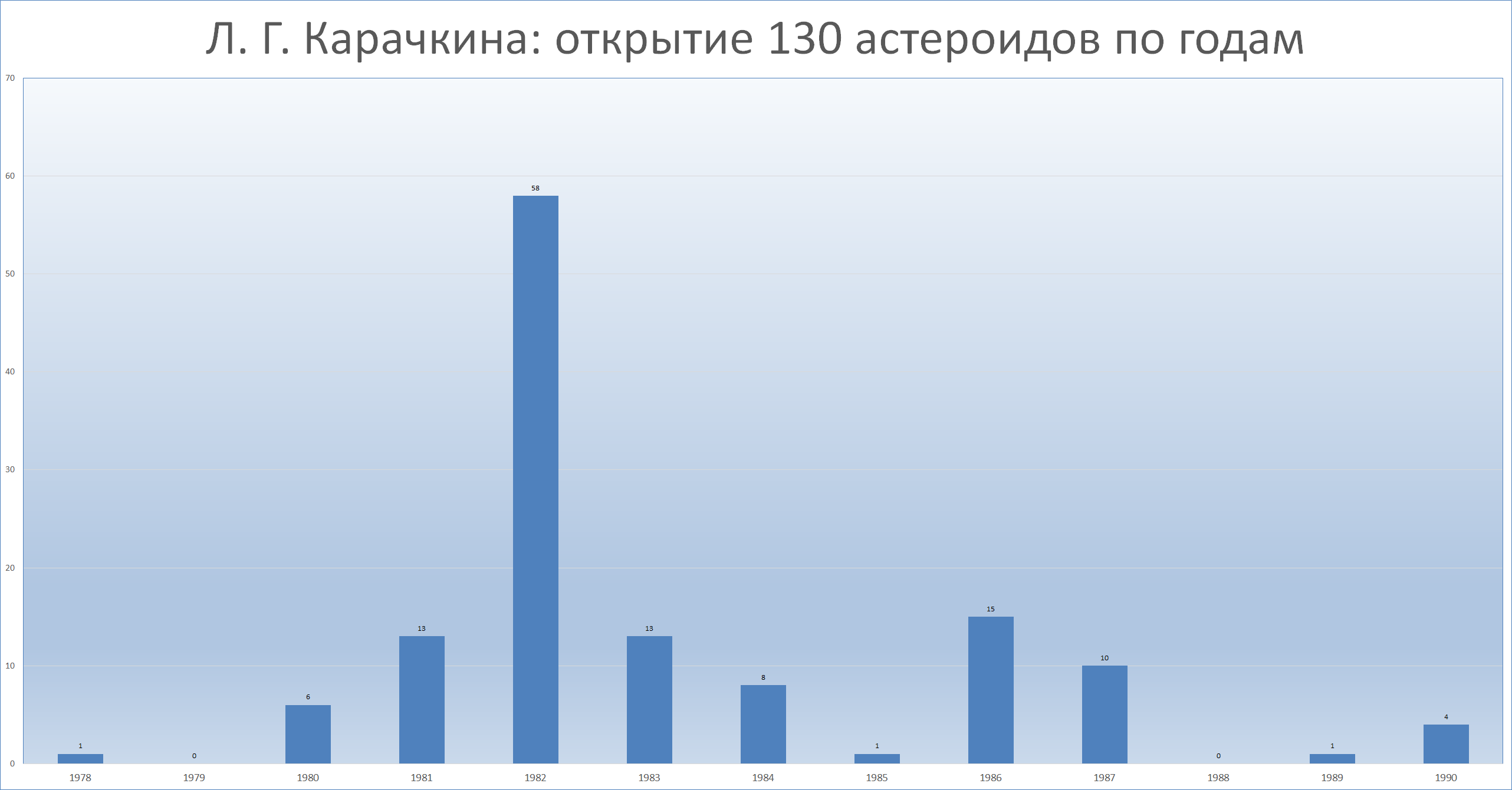
Відкриття астероїдів Людмилою Карачкіною за роками

Займалася спостереженнями астероїдів, відкрила понад 130 нових астероїдів. Багато з них вона назвала на честь російських, українських і світових митців і науковців. Наприклад, астероїд 4556 Гумільов названо на честь поета Срібного віку Миколи Гумільова, 3437 Капиця — на честьфізика та телеведучого Сергія Капиці, 5324 Ляпунов — на честь механіка та математика Олександра Ляпунова, 10031 Владарнольда — на честь математика Володимира Арнольда), 19120 Дороніна — на честь актриси Тетяни Дороніної. Малу планету 2892 Філіпенко, відкриту 13 січня 1983, Людмила Карачкіна назвала на честь бахчисарайського хірурга Олександра Філіпенка, який врятував від смерті її чоловіка.
2004 року в Одеському національному університеті імені І. І. Мечникова Людмила Карачкіна захистила кандидатську дисертацію «Фотометричні свідчення подвійності вибраних астероїдів».
| Відкриті астероїди: 130 | Відкриті астероїди: 130 | Відкриті астероїди: 130 |
| ----------------------- | ----------------------- | ----------------------- |
| 2892 Філіпенко          | 13 січня 1983           |                         |
| 3063 Махаон             | 4 серпня 1983           |                         |
| 3067 Ахматова           | 14 жовтня 1982          | з Людмилою Журавльовою  |
| 3068 Ханіна             | 23 грудня 1982          |                         |
| 3215 Лапко              | 23 січня 1980           |                         |
| 3286 Анатолія           | 23 січня 1980           |                         |
| 3345 Тарковський        | 23 грудня 1982          |                         |
| 3437 Капиця             | 20 жовтня 1982          |                         |
| 3453 Достоєвський       | 27 вересня 1981         |                         |
| 3469 Булгаков           | 21 жовтня 1982          |                         |
| 3508 Пастернак          | 21 лютого 1980          |                         |
| 3511 Цвєтаєва           | 14 жовтня 1982          | з Людмилою Журавльовою  |
| 3516 Рушева             | 21 жовтня 1982          |                         |
| 3620 Платонов           | 7 вересня 1981          |                         |
| 3623 Чаплін             | 4 жовтня 1981           |                         |
| 3624 Міронов            | 14 жовтня 1982          | з Людмилою Журавльовою  |
| 3668 Ільфпетров         | 21 жовтня 1982          |                         |
| 3669 Вертинський        | 21 жовтня 1982          |                         |
| 3675 Кемстач            | 23 грудня 1982          |                         |
| 3750 Ілізаров           | 14 жовтня 1982          |                         |
| 3772 Піаф               | 21 жовтня 1982          |                         |
| 3946 Шор                | 5 березня 1983          |                         |
| 3982 Кастель            | 2 травня 1984           |                         |
| 4017 Діснея             | 21 лютого 1980          |                         |
| 4071 Ростовдон          | 7 вересня 1981          |                         |
| 4075 Свиридов           | 14 жовтня 1982          |                         |
| 4080 Галинський         | 4 серпня 1983           |                         |
| 4258 Рязанов            | 1 вересня 1987          |                         |
| 4475 Войткевич          | 20 жовтня 1982          |                         |
| 4483 Петефі             | 9 вересня 1986          |                         |
| 4556 Гумільов           | 27 серпня 1987          |                         |
| 4625 Щедрін             | 20 жовтня 1982          |                         |
| 4626 Плісецька          | 23 грудня 1984          |                         |
| 4741 Лєсков             | 10 листопада 1985       |                         |
| 4785 Петров             | 17 грудня 1984          |                         |
| 4861 Неміровський       | 27 серпня 1987          |                         |
| 4928 Вермер             | 21 жовтня 1982          |                         |
| 4940 Поленов            | 18 серпня 1986          |                         |
| 4996 Вейсберг           | 11 серпня 1986          |                         |
| 4997 Ксана              | 6 жовтня 1986           |                         |
| 5021 Криланія           | 13 листопада 1982       |                         |
| 5093 Свірелія           | 14 жовтня 1982          |                         |
| 5094 Серьожа            | 20 жовтня 1982          |                         |
| 5199 Дортмунд           | 7 вересня 1981          |                         |
| 5234 Сеченов            | 4 листопада 1989        |                         |
| 5247 Крилов             | 20 жовтня 1982          |                         |
| 5316 Філатов            | 21 жовтня 1982          |                         |
| 5324 Ляпунов            | 22 вересня 1987         |                         |
| 5421 Уланова            | 14 жовтня 1982          | з Людмилою Журавльовою  |
| 5422 Ходжкін            | 23 грудня 1982          |                         |
| 5465 Чумаков            | 9 вересня 1986          |                         |
| 5615 Іскандер           | 4 серпня 1983           |                         |
| 5666 Рабле              | 14 жовтня 1982          |                         |
| 5676 Вольтер            | 9 вересня 1986          |                         |
| 5717 Дамір              | 20 жовтня 1982          |                         |
| 5759 Зощенко            | 22 січня 1980           |                         |
| 5808 Бабель             | 27 серпня 1987          |                         |
| 5896 Нарреншіфф         | 12 листопада 1982       |                         |
| 5902 Таліма             | 27 серпня 1987          |                         |
| 5941 Валенсія           | 20 жовтня 1982          |                         |
| 5944 Утьосов            | 2 травня 1984           |                         |
| 6032 Нобель             | 4 серпня 1983           |                         |
| 6172 Прокофеана         | 14 жовтня 1982          |                         |
| 6592 Гойя               | 3 жовтня 1986           |                         |
| 6763 Кочіні             | 7 вересня 1981          |                         |
| 6766 Хармс              | 20 жовтня 1982          |                         |
| 6767 Ширвіндт           | 6 січня 1983            |                         |
| 6821 Раневська          | 29 вересня 1986         |                         |
| 7109 Гайне              | 1 вересня 1983          |                         |
| 7113 Остапбендер        | 29 вересня 1986         |                         |
| 7223 Долгорукий         | 14 жовтня 1982          | з Людмилою Журавльовою  |
| 7558 Юрлов              | 14 жовтня 1982          |                         |
| 7581 Юдович             | 14 листопада 1990       |                         |
| 7632 Станіслав          | 20 жовтня 1982          |                         |
| 7633 Володимир          | 21 жовтня 1982          |                         |
| 7741 Федосєєв           | 1 вересня 1983          |                         |
| 7995 Хворостовський     | 4 серпня 1983           |                         |
| 7996 Ведєрніков         | 1 вересня 1983          |                         |
| 8142 Золотов            | 20 жовтня 1982          |                         |
| 8332 Іванцвєтаєв        | 14 жовтня 1982          | з Людмилою Журавльовою  |
| 8811 Вальтершмадель     | 20 жовтня 1982          |                         |
| 8812 Кравцов            | 20 жовтня 1982          |                         |
| 8816 Гамов              | 17 грудня 1984          |                         |
| 8822 Шурянка            | 1 вересня 1987          |                         |
| 9005 Сидорова           | 20 жовтня 1982          |                         |
| 9006 Войткевич          | 21 жовтня 1982          |                         |
| 9532 Абраменко          | 7 вересня 1981          |                         |
| 9539 Прішвін            | 21 жовтня 1982          |                         |
| 9540 Міхалков           | 21 жовтня 1982          |                         |
| 9737 Дударова           | 29 вересня 1986         |                         |
| 9834 Кірсанов           | 14 жовтня 1982          |                         |
| 9927 Тютчев             | 3 жовтня 1981           |                         |
| 10012 Тмутараканія      | 3 вересня 1978          | з Миколою Черних        |
| 10031 Владарнольда      | 7 вересня 1981          |                         |
| 10049 Ворович           | 3 жовтня 1986           |                         |
| 10090 Сікорський        | 13 жовтня 1990          | з Галиною Кастель       |
| 10287 Смейл             | 21 жовтня 1982          |                         |
| 10324 Владіміров        | 14 листопада 1990       |                         |
| 10712 Малащук           | 20 жовтня 1982          |                         |
| 10713 Лиморенко         | 22 жовтня 1982          |                         |
| 10721 Тутеров           | 17 серпня 1986          |                         |
| 11269 Книр              | 26 серпня 1987          |                         |
| 11796 Ніренберг         | 21 лютого 1980          |                         |
| 12214 Мірошніков        | 7 вересня 1981          |                         |
| 12220 Семенчур          | 20 жовтня 1982          |                         |
| 12235 Імранакперов      | 9 вересня 1986          |                         |
| 12686 Безуглий          | 3 жовтня 1986           |                         |
| 13488 Саванов           | 14 жовтня 1982          |                         |
| 13489 Дмитрієнко        | 20 жовтня 1982          |                         |
| 13492 Віталійзахаров    | 27 грудня 1984          |                         |
| 14814 Гурій             | 7 вересня 1981          |                         |
| 14818 Міндель           | 21 жовтня 1982          |                         |
| 14829 Поваляєва         | 3 жовтня 1986           |                         |
| 15691 Маслов            | 14 жовтня 1982          |                         |
| 18334 Дроздов           | 2 вересня 1987          |                         |
| 19119 Дімпна            | 27 вересня 1981         |                         |
| 19120 Дороніна          | 6 серпня 1983           |                         |
| 19127 Олегфремов        | 26 серпня 1987          |                         |
| 19952 Ашкіназі          | 20 жовтня 1982          |                         |
| 19994 Тресіні           | 13 жовтня 1990          | з Галиною Кастель       |
| 24639 Мухаметдінов      | 20 жовтня 1982          |                         |
| 24641 Енвер             | 1 вересня 1983          |                         |
| 26087 1982 UU8          | 21 жовтня 1982          |                         |
| 29122 Васадзе           | 24 грудня 1982          |                         |
| 29125 Київфізфак        | 17 грудня 1984          |                         |
| 32770 Старчик           | 23 грудня 1984          |                         |
| 42478 Іноземцева        | 7 вересня 1981          |                         |
| 43752 Маріосіпова       | 20 жовтня 1982          |                         |
| 65658 Гурніковська      | 20 жовтня 1982          |                         |
| 69261 1982 YM1          | 23 грудня 1982          |                         |

## Сім'я
Чоловік — Юрій Васильович Карачкін (1940—2009). На честь нього названо астероїд 8089 Юкар, відкритий німецькими астрономами Луцем Шмаделєм та Фраймутом Бернґеном 13 жовтня 1990. Дві дочки — Рената та Марія. Троє онуків — Олександр, Олексій та Григорій. На честь Григорія названо астероїд 10761 Любімєц, відкритий Шмаделем та Бернгеном 12 жовтня 1990 року.

## Відзнаки
- Медаль Астрономічної ради АН СРСР «За виявлення нових астрономічних об'єктів» (1987)
- На її честь названо астероїд 8019 Карачкіна, відкритий 14 жовтня 1990 Шмаделєм та Бернґеном. Назва запропонована першовідкривачами «на знак вдячності за її люб'язну підтримку та співробітництво»[9].

## Публікації
- Астероид Сильвия — сложная спутниковая система / В. В. Прокофьева, Н. М. Гафтонюк, Л. Г. Карачкина // Околоземная астрономия ΧΧΙ века: сб. тр. конф. — М.: ГЕОС, 2001. — С. 252—257.
- Астероидальные спутниковые системы и их связь с семействами / Л. Г. Карачкина, В. В. Прокофьева // Всероссийская астрон. конф.: тез. докл. — СПб.: НИИХ СПбГУ, 2001. — С. 82. — (оттиск).
- Двойные астероиды главного пояса, их связь с семействами и резонансами / В. В. Прокофьева. Ю. В. Батраков, Л. Г. Карачкина // Всероссийская конференция «Астероидно-кометная опасность»: материалы конф. — Санкт-Петербург, 2005. — С. 285—286.
- Десятилетие фотометрии астероидов в КрАО / Л. Г. Карачкина // Околоземная астрономия и проблемы изучения малых тел солнечной системы: сб. науч. тр. — М., 2000. — С. 80—90. — (оттиск).
- Дистанционное зондирование малых тел Солнечной системы: детали поверхностей, спутники астероидов / В. В. Прокофьева-Михайловская, Ю. В. Батраков, Л. Г. Карачкина, А. Н. Рублевский // Изв. Крым. астрофиз. обс. — 2008. — Т. 104, № 3—4. — С. 227—228.
- Исследование колебаний блеска астероида 1620 Географ в его сближении с Землей в 1994 г. / В. В. Прокофьева, Л. Г. Карачкина, В. П. Таращук // Письмо в Астрон. журн. — 1997. — Т. 23, № 11. — С. 870—880.
- Исследование модуляций блеска астероида 1620 Географ / Л. Г. Карачкина, В. В. Прокофьева, В. П. Таращук // Астрон. вестник. — 1998. — Т. 32, № 4. — С. 327—339.
- Наблюдения эффектов падения кометы Шумейкеров — Леви 9 на Юпитер, полученные на телевизионном комплексе Крымской астрофизической обсерватории / А. Н. Абраменко, В. В. Бочков, Л. Г. Карачкина… В. В. Прокофьева и др. // Астрон. вестник. — 1996. — Т. 30, № 2. — С. 116—122.
- О возможной двойственности астероида 39 Летиция/ В. В. Прокофьева-Михайловская, Ю. В. Батраков, Л. Г. Карачкина, Д. В. Бондаренко // Изв. Крым. астрофиз. обс. — 2012. — Т. 108, № 1. — С. 189—198.
- О вынужденной прецессии астероида 87 Сильвия / Л. Г. Карачкина, В. В. Прокофьева, Н. М. Гафтонюк // Астрон. вестник. — 1999. — Т. 33, № 1. — C. 55—66.
- О причине расхождения кривых блеска Ганимеда и Каллисто, полученных с Земли в полосе V и космическими аппаратами / В. В. Прокофьева-Михайловская, А. Н. Абраменко, Г. В. Байда, Л. Г. Карачкина и др. // Изв. Крым. астрофиз. обс. — 2010. — Т. 106, № 1. — С.100.
- О семействе двойного астероида 423 Диотима / Л. Г. Карачкина, В. В. Прокофьева // Астрон. вестник. — 2004. — Т. 37, № 5. — С. 453—458.
- О сложной структуре астероида 423 Диотима / В. В. Прокофьева, Л. Г. Карачкина // Космическая защита Земли 2000: междунар. конф. — Евпатория, 2000. — С. 97 (абстракт).
- Открытия двойных астероидов на телевизионном комплексе в Крымской астрофизической обсерватории / В. В. Прокофьева-Михайловская, Ю. В. Батраков, Л. Г. Карачкина // Изв. Крым. Астрофиз. обс. — 2009. — Т. 104, № 6. — С. 145—151.
- Оценка высоты и скоростей подъёма облаков при взрывах Q-объектов кометы Шумейкеров — Леви в атмосфере Юпитера / В. В. Прокофьева, Л. Г. Карачкина, В. П. Таращук // Астрон. циркуляр. — 1998. — № 1557. — С. 35—36.
- Популяция астероидов со спутниками в Солнечной системе / В. В. Прокофьева-Михайловская, Ю. В. Батраков, Л. Г. Карачкина // Кинематикa и физика небесных тел. — 2005. — Т. 21, № 5. — С. 323—351.
- Развитие телевизионной фотометрии, колориметрии и спектрофотометрии после В. Б. Никонова / В. В. Прокофьева-Михайловская, А. Н. Абраменко, В. В. Бочков, Л. Г. Карачкина // Изв. Крым. астрофиз. обс. — 2007. — Т. 103, № 3. — С. 225—237.
- Свидетельства сложной структуры астероида 21 Лютеция / В. В. Прокофьева-Михайловская, Ю. В. Батраков, В. В. Бочков… Л. Г. Карачкина и др. // Астрон. вестник. — 2007. — Т. 41, № 4. — С. 337—344.
- Семейство двойного астероида 423 Диотима и группа тройной системы 87 Сильвия / Л. Г. Карачкина, В. В. Прокофьева // Околоземная астрономия XXI века: сб. тр. конф. — М.: ГЕОС, 2001. — С. 245—251.
- Фотометрические и колориметрические наблюдения астероида 423 Диотима и их анализ/ В. В. Прокофьева, Л. Г. Карачкина // Астрон. вестник. — 2004. — Т. 38, № 2. — С. 126—138.
- Фотометрические свидетельства двойственности избранных астероидов: Дисс… канд. физ.-мат. наук: 01.03.02 / Л. Г. Карачкина. — Одесса, 2004. — 120 с.
- Фотометрические наблюдения астероида 87 Сильвия в 1989 и 1992—1993 гг. в Крымской астрофизической обсерватории и Фурье анализ / В. В. Прокофьева, М. И. Демчик, Л. Г. Карачкина, Н. М. Гафтонюк // Астрон. вестник. — 1999. — T. 33, № 3. — C. 231—243.
- Фотометрические эффекты падения фрагментов Q2 и QI кометы Шумейкеров — Леви 9 на Юпитер / В. В. Прокофьева, В. П. Таращук, Н. Н. Степанян… Л. Г. Карачкина и др. // Астрон. вестник. — 1996. — Т. 30, № 2. — С. 131—139.
- Фотометрия и колориметрия астероидов с помощью цифровой телевизионной установки / В. В. Прокофьева, М. И. Демчик, Л. Г. Карачкина, Е. П. Павленко // Астрон. вестник. — 1992. — Т. 26, № 5. — С. 3—12.
- Фотометрия Ио и Европы в НИИ «КрАО» и причины различий результатов наземных и космических наблюдений / А. Н. Абраменко, Г. В. Байда, А. В. Закревский, Л. Г. Карачкина. — // Изв. Крым. астрофиз. обс. — 2011. — Т. 107, № 1. — С. 165—177.
- Цветовые характеристики B-V и V-R астероида 423 Диотима / Л. Г. Карачкина, В. В. Прокофьева // Всероссийская астрономическая конференция: тез. докл. — СПб.: НИИХ СПбГУ, 2001. — С. 83. — (оттиск).
- Частотный анализ модельных световых кривых одиночного астероида / В. В. Прокофьева, Ю. В. Батраков, Л. Г. Карачкина // Астероидно-кометная опасность: Всероссийская конф.: материалы. — Санкт-Петербург, 2005. — С. 287—288.
- Фотометричні свідоцтва подвійності обраних астероїдів: Автореф. дис… канд. мат. наук: 01.03.02 / Л. Г. Карачкіна. — Одеса, 2004. — 20 с.
- Beason for the discrepancy in photometric data of Galilean satellites of Jupiter obtained by spacecrafts and ground-based observations / V. V. Prokof'eva-Mikhailovskaya, A. N. Abramenko, L. G. Karachkina et al. // Astrokazan-2011: Internat. Astron. Congress: Reports. — Kazan, 2011. — P. 186—187.
- Modulations of brightness of Asteroid 1620 Geographos / L. G. Karachkina, V. V. Prokof'eva, V. P. Taraschuk // Solar System Research. — 1998. — Vol. 32. — P. 287.
- On the Cause of the Discrepancy between Groundbased and Spaceborne Lightcurves of Ganymede and Callisto in the V Band / V. V. Prokof'eva-Mikhailovskaya, A. N. Abramenko, G. V. Baida… L. G. Karachkina et al. // Bull. of the Crimean Astrophys. Obs. — 2010. — Vol. 106, No. 1. — P. 68—81.
- On the family of the binary asteroid 423 Diotima / L. G. Karachkina, V. V. Prokof'eva // Solar system research. — 2003. — Vol. 37, No. 5. — P. 414—420.
- On the forced precession of аsteroid 87 Sylvia / L. G. Karachkina, V. V. Prokof'eva, N. M. Gaftonyuk // Solar System Research. — 1999. — Vol. 33, № 1. — P. 49—61.
- Photometric and colorimetric observations of asteroid 423 Diotima and their analysis / V. V. Prokof'eva, L. G. Karachkina // Solar system research. — 2004. — Vol. 38, No. 2. — P. 108—119.
- Photometric and colorimetric observations of binary asteroid 423 Diotima in four oppositions / V. V. Prokof'eva, L. G. Karachkina // JENAM-2000: 9th European and 5th Euro-Asian Astronomical Society Conference: аbstracts. — Moscow, 2000. — P. 136.
- Photometric evidences of binary asteroids / L. G. Karachkina, V. V. Prokof'eva // Photometry and polarimetry of asteroids: impact on collaboration: the International workshop: abstracts. — Kharkiv, 2003. — P. 13.
- Photometric evidences of binary asteroids, models and affinity with families / L. G. Karachkina, V. C. Prokof'eva // Photometry and polarimetry of asteroids: impact on collaboration: the International workshop: abstracts. — Kharkiv, 2003. — P. 13—14.
- Photometric evidences for the binary asteroids 87 Sylvia and 423 Diotima / V. V. Prokof'eva, M. L. Demchik, L. G. Karachkina // Astron. and Astrophys. Transac. — 1995. — Vol. 8, No. 4. — P. 291—295.
- Photometric observations of the Asteroids 87 Sylvia in 1989 and 1992—1993 at the Crimean Astrophysical Observatory and their Fourier analysis / V. V. Prokof'eva, M. I. Demchik, L. G. Karachkina, N. M. Gaftonyuk // Solar system research. — 1999. — Vol. 33. — P. 200—212.
- Photometry of Io and Europa at the Crimean Astrophysical Observatory and Reasons for Differences between Ground-Based and Space Observations / A. N. Abramenko, G. V. Baida, A. V. Zakrevskii, L. G. Karachkina, V. V. Prokof'eva- Mikhailovskaya, E. A. Sergeeva // Bull. of the Crimean Astrophys. Obs. — 2011. — V. 107, No.1. — P. 113—121.
- Photometry of Io and Europa at the Crimean Astrophysical Observatory and Reasons for Differences between Ground-Based and Space Observations / A. N. Abramenko, G. V. Baida, A. V. Zakrevskii, L. G. Karachkina, V. V. Prokof'eva- Mikhailovskaya, E. A. Sergeeva // Bull. of the Crimean Astrophys. Obs. — 2011. — V. 107, No. 1. — P. 113—121.
- Population of asteroids with satellites in the Solar-system / V. V. Prokof'eva, Yu. V. Batrakov, L. G. Karachkina // Kinematics and Physics of celestial bodies. — 2005. — Vol. 21, No. 5. — P. 323—351.
- The precession of asteroid 1620 Geographos / V. V. Prokof'eva, V. P. Taraschuk, L. G. Karachkina // Odessa Astron. Publ. — 1996. — Vol. 9. — P. 188—189.
- Satellites of two large аsteroids / V. V. Prokof'eva, L. G. Karachkina // Astron. and Astrophys. Transac. — 1998. — Vol. 15. — P. 219—314.
- The small libration of the satellite in the system of the Asteroid 39 Laetitia/ Yu. V. Batrakov, V. V. Prokof'eva-Mikhailovskaya, L. G. Karachkina // Protecting the Earth against collision with Asteroids and Comet nuclei: Proceed. Of the Internat. Conf. «Asteroids-Comet Hazard-2009». — Saint Petersburg, 2010. — P. 95—101.
- The small libration of the satellite in the system of the Asteroid 39 Laetitia/ Yu. V. Batrakov, V. V. Prokof'eva-Mikhailovskaya, L. G. Karachkina // Protecting the Earth against collision with Asteroids and Comet nuclei: Proceed. Of the Internat. Conf. «Asteroids-Comet Hazard-2009». — Saint Petersburg, 2010. — P. 95—101.
- Solar analog spectra in asteroid observations / V. V. Bochkov, V. V. Busarev, L. G. Karachkina et al. // JENAM-2000: 9th European and 5th Euro-Asian Astronomical Society conference: abstracts. — Moscow, 2000. — P. 115—222.
- Population of asteroids with satellites in the Solar-system / V. V. Prokof'eva, Yu. V. Batrakov, L. G. Karachkina // Kinematics and Physics of celestial bodies. — 2005. — Vol. 21, No. 5. — P. 323—351.